# Distributisme
Distributisme (també conegut com a distribucionisme) és una ideologia econòmica conservadora que es va desenvolupar a Europa al pas del segle xix al xx amb base en els principis de la doctrina social catòlica, especialment els ensenyaments del Papa Lleó XIII en la seva encíclica Rerum novarum i del Papa Pius XI en Quadragesimo anno.
Segons els distributistes, la propietat és un dret fonamental i els mitjans de producció han de ser repartits el més àmpliament possible en lloc d'estar centralitzats sota el control de l'estat (el socialisme d'Estat), uns pocs individus (plutocràcia), o corporacions (corporatocràcia). Per tant, el distributisme advoca per una societat caracteritzada per la generalització de la propietat. L'economista cooperativista Race Mathews, sosté que un sistema d'aquest tipus és la clau per aconseguir un ordre social just.
El distributisme sovint ha estat descrit en oposició tant al socialisme com al capitalisme, els quals són considerats com viciats i explotadors. Thomas Storck sosté que "tant el socialisme i el capitalisme són producte de la Il·lustració europea i, per tant, son forces modernitzadores i anti-tradicionals. A més, alguns distributistes argumenten que el socialisme és la conclusió lògica del capitalisme, ja que els poders concentrats del capitalisme finalment capturen l'estat, cosa que resulta en una forma de socialisme. Per contra, el distributisme busca subordinar l'activitat econòmica a la vida humana com un tot, a la nostra vida espiritual, la nostra vida intel·lectual, la nostra vida familiar".
Alguns han vist aquesta ideologia més com una aspiració, que s'ha realitzat amb èxit a curt termini pel compromís amb els principis de subsidiarietat i solidaritat (aquestes essent construïdes en cooperatives locals financerament independents i petites empreses familiars), encara que els defensors també citen períodes com l'edat mitjana com a exemples de la viabilitat històrica a llarg termini de distributisme. Particularment influent en el desenvolupament de la teoria distributista eren els autors catòlics Gilbert Keith Chesterton i Hilaire Belloc, l'anomenat Chesterbelloc, dos dels més antics i més fervents partidaris del distributisme.

## Textos essencials
- Rerum Novarum (1891) Encíclica Papal, Lleó XIII
- Quadragesimo Anno (1931) Encíclica Papal, Pius XI
- Centesimus Annus (1991) Encíclica Papal, Joan Pau II
- What's Wrong with the World (1910) Arxivat 2004-05-11 a Wayback Machine. per G. K. Chesterton
- The Outline of Sanity (1927) per G. K. Chesterton
- The Servile State (1912) per Hilaire Belloc